# Алтынколь (село)
Алтынколь (каз. Алтынкөл, до 2021 г. — Первомайское) — село в Жетысайском районе Туркестанской области Казахстана. Входит в состав Кызылкумского сельского округа. Код КАТО — 514471800.

## Население
В 1999 году население села составляло 519 человек (258 мужчин и 261 женщина). По данным переписи 2009 года, в селе проживали 664 человека (331 мужчина и 333 женщины).